# Calceolaria melissifolia
Calceolaria melissifolia är en toffelblomsväxtart. Calceolaria melissifolia ingår i släktet toffelblommor, och familjen toffelblomsväxter.

## Underarter
Arten delas in i följande underarter:
- C. m. melissifolia
- C. m. pseudoscabra